# Dinomene il Giovane
Dinomene, o Deinomane o Deinomene (in greco antico: Δεινομένης?, V secolo a.C.; fl. V secolo a.C.), è stato tiranno di Aitna dal 470 a dopo il 465 a.C.

## Biografia
Era figlio di Gerone I e nipote di Dinomene il Vecchio, fondatore della dinastia dei Dinomenidi. Nel 476 a.C. il tiranno di Syrakousai conquistò Katane. Dopo aver esiliato tutti gli abitanti a Leontinoi e averla ripopolata con nuovi coloni siracusani e greci, la ribattezzò Etna e nel 470 a.C. la affidò al figlio, Dinomene appunto, che fu probabilmente affidato da Gerone allo zio Polizelo.
Nel periodo in cui il siracusano governò la città, Eschilo forse visitò Etna e compose la tragedia (oggi perduta) chiamata Le Etnee.
Dinomene compì un viaggio in Grecia in rappresentanza del padre per consegnare ad Olimpia i doni che il tiranno aretuseo aveva vinto nelle precedenti olimpiadi e li dedicò alla divinità greca con un epigramma che così recitava:
Quando il padre Gerone morì, Dinomene fece trasportare il corpo da Catania a Siracusa e qui vi fece costruire un degno sepolcro che fu onorato da tutti i suoi sudditi. Nel 466 a.C. Dinomene, in veste di tiranno del regno catanese lasciatogli dal padre, entrò in contrasto con suo zio Trasibulo, il quale voleva riaffermare la potenza siracusana sulle terre etnee.
Nel 465 a.C. Trasibulo fu vittima della rivoluzione che scoppiò a Siracusa e che portò alla riaffermazione della democrazia e al suo esilio verso Locri.
È certo che Dinomene fosse ancora vivo e probabilmente esposto al potere sociale, poiché Aristotele ci informa che durante la concitata fase rivoluzionaria, le fazioni siracusane si divisero e una grande parte di esse, composta da circa 10.000 cittadini ex-mercenari devoti alla tirannide che aveva dato loro il diritto di cittadinanza, appoggiati da chi ricordava positivamente il regno di Gelone, proposero di mettere a capo di Siracusa il figlio di Gerone I, nonché nipote di Dinomene di Gela, Dinomene di Catania.
Trionfò infine la fazione democratica che, ispirandosi ad Atene, introdusse il concetto di governo democratico oligarchico. Non si ebbe più alcuna notizia su Dinomene. Poco tempo dopo la fine della rivoluzione iniziò la guerra della Syntèleia che coinvolse le città siciliane guidate da Ducezio, re dei Siculi, il quale voleva riportare in auge la cultura sicula e porre fine al dominio siceliota.
Tra le terre coinvolte nelle battaglie siciliane vi furono Aitna e Katane, nel regno di Dinomene, liberatesi dal dominio di Siracusa dopo l'intervento di Ducezio. Le cronache non riportano in questa occasione il nome di Dinomene, per cui non può dirsi con certezza se vi prese parte o meno e quando ebbe termine il suo governo.